# Artemio Franchi
Artemio Franchi (født 22. januar 1922, død 12. august 1983) var en italiensk fodboldleder. Han var formand for Italiens fodboldforbund (1967-1976, 1978-1980), Præsident for UEFA (1973-1983) og medlem af FIFAs Executive Committee (1974-1983). Han døde i en trafikulykke nær Siena den 12. august 1983.
ACF Fiorentinas hjemmebane og A.C. Sienas hjemmebane er begge opkaldt efter ham.
1. ↑  Navnet er anført på engelsk og stammer fra Wikidata hvor navnet endnu ikke findes på dansk.